# Ernst Jakob Henne

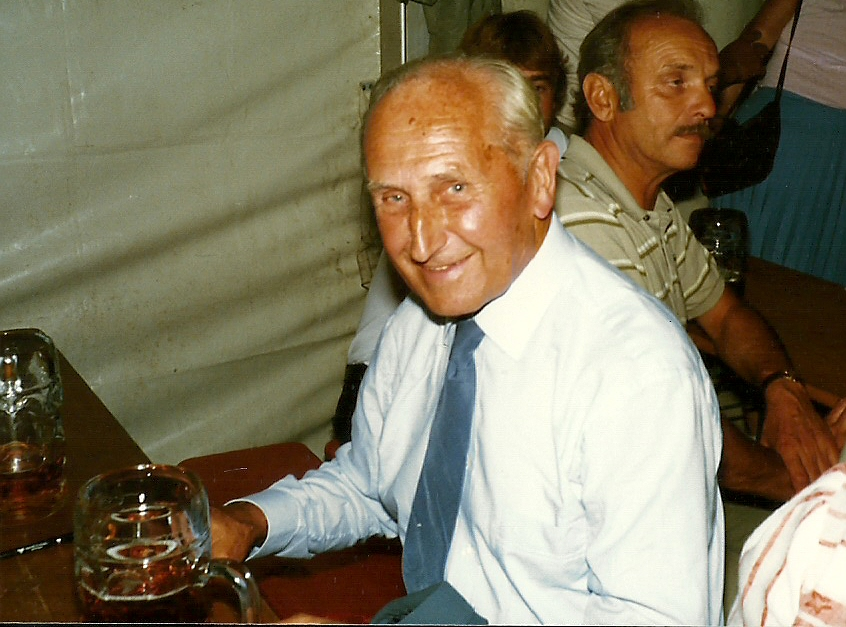
Ernst Jakob Henne 1983

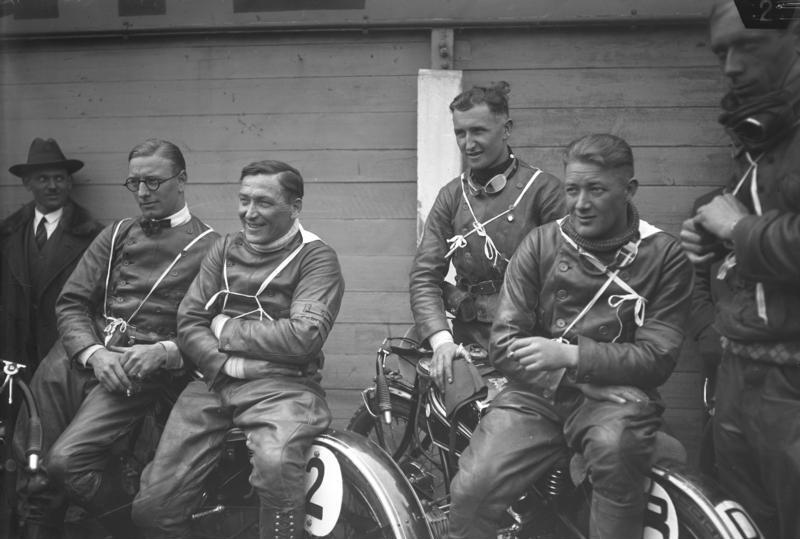
Henne (im Hintergrund) zusammen mit seinen Rennfahrer-Kollegen Paul Köppen, Toni Bauhofer und Ecker (v. l. n. r.) 1930

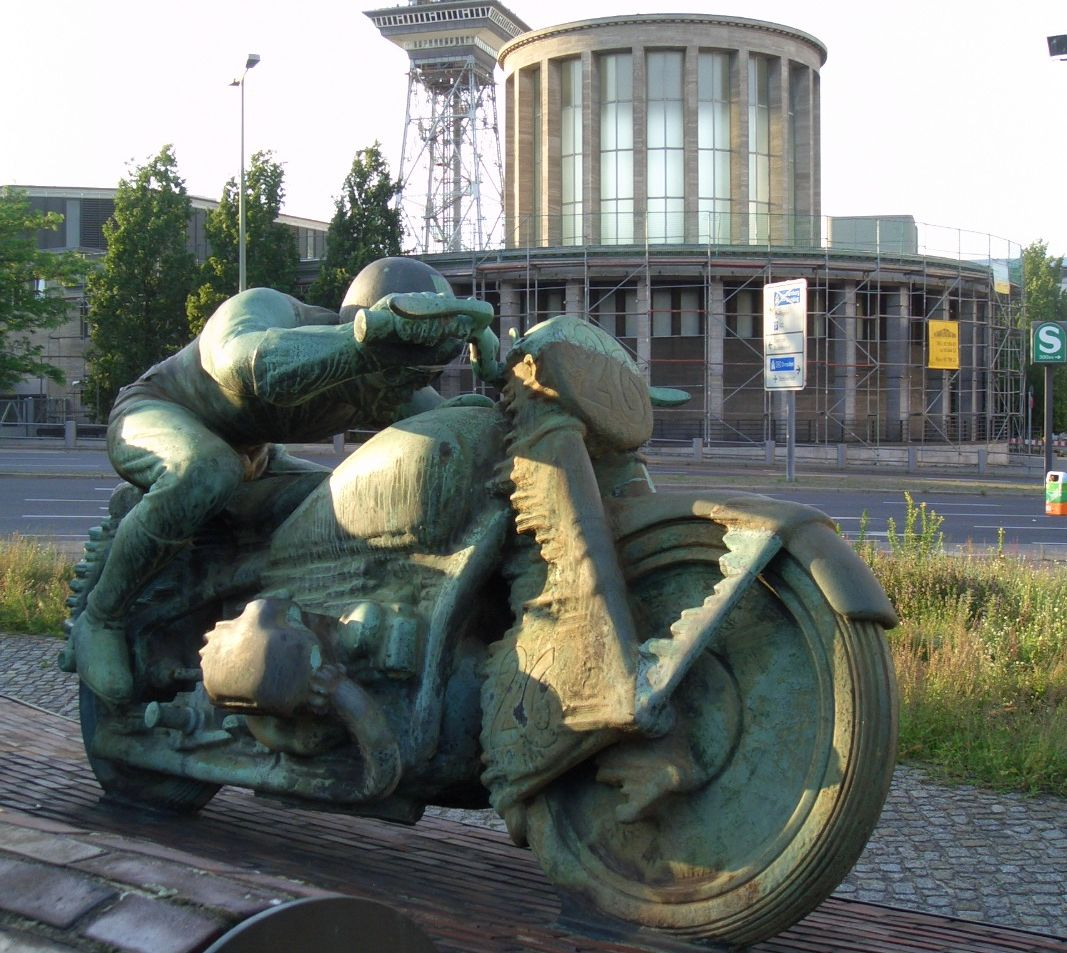
Motorradfahrer-Denkmal (1939) von Max Esser in Berlin. Ernst Henne auf BMW, im Hintergrund der Berliner Funkturm

Ernst Jakob Henne, genannt „Schneller Henne“ (* 22. Februar 1904 in Weiler im Allgäu; † 22. Mai 2005 auf Gran Canaria, Spanien) war ein deutscher Motorrad- und Automobilrennfahrer und Unternehmer.

## Leben
Ernst Jakob Henne war viertes Kind des Sattlermeisters Jakob Henne. Mit fünf Jahren Vollwaise, wuchs er bei einer Bauernfamilie auf. Im Jahr 1919 begann Henne eine Lehre zum Kraftfahrzeugmechaniker und erwarb mit 15 Jahren in Ravensburg den Motorrad-Führerschein. Vier Jahre später machte er sich als Zweiradmechaniker in München selbstständig und baute zusammen mit seiner Frau die Motorrad- und Automobilwerkstatt mit der Zeit zu einem großen Unternehmen mit über 500 Beschäftigten aus. Im selben Jahr (1923) entschloss er sich beim Besuch eines Sandbahnrennens in Mühldorf am Inn spontan zur Teilnahme und belegte auf einer geliehenen Megola-Maschine den dritten Platz. Sein erstes Rennen gewann er als Tagesschnellster am 28. Juni 1925 beim Burrenwald-Bergrennen auf einer 350er Astra. Nach weiteren Rennerfolgen wurde BMW auf Henne aufmerksam und verpflichtete ihn 1926 als Werksfahrer. In den folgenden Jahren war Henne einer der erfolgreichsten deutschen Motorradrennfahrer auf der Straße und im Gelände. Unter anderem wurde er 1926 Deutscher Meister in der 500-cm³-Klasse, 1927 Deutscher Meister in der 750-cm³-Klasse und 1928 Sieger der Targa Florio motociclistica auf Sizilien.
Von 1933 bis 1935 war Ernst Jakob Henne Mitglied der deutschen Mannschaft bei der Internationalen Sechstagefahrt. Mit den Teamkollegen Josef Stelzer, Wiggerl Kraus und Josef Mauermayer bzw. Sepp Müller gewann er dabei dreimal die Trophy-Wertung.
Ab 1934 fuhr Henne auch Automobilrennen, zunächst für Mercedes, ab 1935 für BMW. 1936 gewann er beim Eifelrennen auf dem Nürburgring mit dem Prototyp des BMW 328 die Klasse der Sportwagen bis 2 Liter Hubraum und 1937 in Chimay und Bukarest. Ab 1929 unternahm Ernst Jakob Henne für BMW zahlreiche Motorrad-Weltrekordversuche. Seinen ersten offiziellen Geschwindigkeits-Weltrekord stellte er auf einer BMW WR 750 am 19. September 1929 mit 216,75 km/h über die Meile mit fliegendem Start auf. In den Jahren 1929 bis 1937 folgten insgesamt 76 Geschwindigkeits-Weltrekorde, zuletzt am 28. November 1937 mit 279,5 km/h auf einer vollverkleideten BMW WR 500. Diese Bestleistung wurde erst 14 Jahre später, im April 1951, von Wilhelm Herz überboten. Nach diesem letzten Rekord zog sich Henne vom aktiven Motorsport zurück.
Henne war einer der erfolgreichsten Motorradsportler in der Geschichte und wurde in den 1930er Jahren mit Sportstars wie Max Schmeling, Gottfried von Cramm, Rudolf Harbig oder den Motorsportlern Rudolf Caracciola, Manfred von Brauchitsch und Bernd Rosemeyer in einem Atemzug genannt.
In Meckenbeuren verhalf Ernst Henne drei Bürgern der Gemeinde zur Entlassung aus der Gestapo-Haft.
Nach Ende des Zweiten Weltkriegs wurde Ernst Hennes Betrieb ab 1948 zum „Großvertreter der Daimler Benz AG“ in München und damit einer der größten Fahrzeug-Händler Deutschlands. Im Jahr 1991 gründete er mit einem beträchtlichen Teil seines Vermögens die Ernst-Jakob-Henne-Stiftung zur Unterstützung schuldlos in Not geratener Menschen.
1996 zog er sich in den Ruhestand zurück. Sein Sohn Ernst Theodor Henne (seit 1987 fünfter Ehemann der Unternehmerin und Aga-Khan-Schwiegermutter Renate Thyssen-Henne) verkaufte die Firma Auto-Henne 1997 als eine der letzten selbstständigen Generalvertretungen in Deutschland an die DaimlerChrysler AG.
Henne wohnte zuletzt zurückgezogen auf Gran Canaria und verstarb am 22. Mai 2005 im Alter von 101 Jahren.

## Statistik

### Motorradsport
Erfolge
- 1926 – Deutscher 500-cm³-Meister BMW
- 1927 – Deutscher 750-cm³-Meister auf BMW

Rennsiege
| Jahr | Klasse  | Maschine | Rennen                      | Strecke                      |
| ---- | ------- | -------- | --------------------------- | ---------------------------- |
| 1926 | 500 cm³ | BMW      | Eifelrundfahrt              | um Nideggen                  |
| 1926 | 500 cm³ | BMW      | Rund um die Solitude        | Solitude                     |
| 1927 | 750 cm³ | BMW      | Kolberger Bäderrennen       | Kolberg                      |
| 1928 | 500 cm³ | BMW      | Targa Florio motociclistica | Medio circuito delle Madonie |

### Automobilsport
Vorkriegs-Grands-Prix-Ergebnisse
| Saison | Team          | Wagen              | 1 | 2   | 3   | 4 | 5   | 6   |
| ------ | ------------- | ------------------ | - | --- | --- | - | --- | --- |
| 1934   | Mercedes-Benz | Mercedes-Benz W 25 |   |     |     |   |     |     |
| 1934   | Mercedes-Benz | Mercedes-Benz W 25 |   | DNS | DNS |   | DNF | DNS |

| Legende  | Legende                                                                   | Legende                                                                   | Legende   |
| Farbe    | Bedeutung                                                                 | Bedeutung                                                                 | EM-Punkte |
| -------- | ------------------------------------------------------------------------- | ------------------------------------------------------------------------- | --------- |
| Gold     | Sieg                                                                      | Sieg                                                                      | 1         |
| Silber   | 2. Platz                                                                  | 2. Platz                                                                  | 2         |
| Bronze   | 3. Platz                                                                  | 3. Platz                                                                  | 3         |
| Grün     | Klassifiziert, mehr als 75% der Renndistanz zurückgelegt                  | Klassifiziert, mehr als 75% der Renndistanz zurückgelegt                  | 4         |
| Blau     | nicht punkteberechtigt, zwischen 50% und 75% der Renndistanz zurückgelegt | nicht punkteberechtigt, zwischen 50% und 75% der Renndistanz zurückgelegt | 5         |
| Violett  | nicht punkteberechtigt, zwischen 25% und 50% der Renndistanz zurückgelegt | nicht punkteberechtigt, zwischen 25% und 50% der Renndistanz zurückgelegt | 6         |
| Rot      | nicht punkteberechtigt, weniger als 25% der Renndistanz zurückgelegt      | nicht punkteberechtigt, weniger als 25% der Renndistanz zurückgelegt      | 7         |
| Farbe    | Abkürzung                                                                 | Bedeutung                                                                 | EM-Punkte |
| Schwarz  | DSQ                                                                       | disqualifiziert (disqualified)                                            | 8         |
| Weiß     | DNS                                                                       | nicht gestartet (did not start)                                           | 8         |
| Weiß     | DNA                                                                       | nicht erschienen (did not arrive)                                         | 8         |
| sonstige | P/fett                                                                    | Pole-Position                                                             | 8         |
| sonstige | SR/kursiv                                                                 | Schnellste Rennrunde                                                      | 8         |
| sonstige | DNF                                                                       | Rennen nicht beendet (did not finish)                                     | 8         |

## Auszeichnungen
- 1983: ADAC-Ehrenmitgliedschaft
- Bayerischer Verdienstorden
- 1985: Großes Bundesverdienstkreuz[2]

Nach ihm wurde eine Straße in seinem Geburtsort Weiler im Allgäu und in Meckenbeuren benannt.